# Panzerkampfwagen E-100

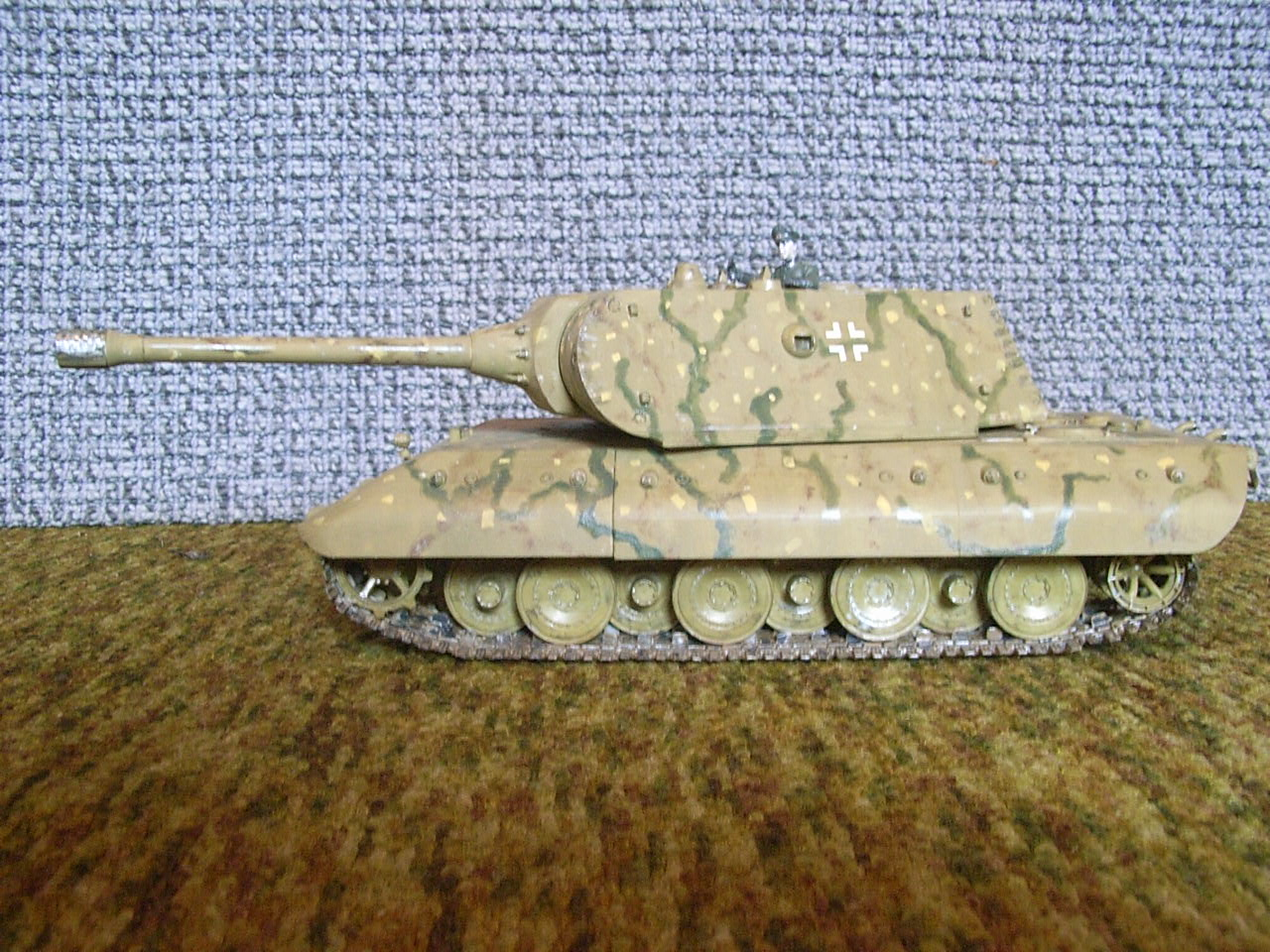
Vista lateral (maqueta)

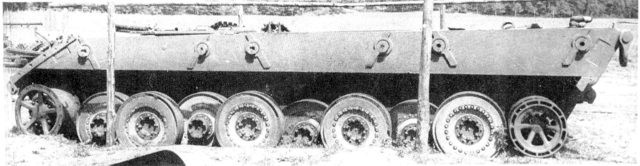
Chasis E-100 completado

El Panzerkampfwagen E-100 fue un prototipo de tanque pesado alemán desarrollado durante la Segunda Guerra Mundial . Pertenecía a la serie E (del alemán Entwicklung, "desarrollo"), con el que el Reich alemán pretendía, alrededor de 1942, reemplazar los modelos de tanques anteriores, y su variante Jagdpanzer, el Jagdpanzer E 100 .

## Desarrollo
Alrededor de 1942 comenzó el desarrollo de la serie E para reemplazar los tanques tipo III y IV y los más grandes Panther y Tiger, y a estandarizar los ensamblajes. Estos proyectos deberían haber producido desde los porta-armas de 5 toneladas hasta el E-100 de 140 toneladas. Los ensamblajes debían simplificarse y aplicarse a múltiples tipos; una estrategia de piezas comunes habría reducido los costes de fabricación y aumentado la facilidad de mantenimiento. 
El E-100 era un vehículo puramente experimental. La experiencia de las tropas de primera línea, la última tecnología y los requisitos actuales de la Waffenamt se incorporaron a ella. Así que los E-Panzer eran puros estudios de tablero de dibujo de la Wehrmacht alemana. Sólo el desarrollo del E-100 continuó y en 1943 se planteaba comenzar su producción. Sin embargo, la posterior prohibición de Hitler de desarrollar tanques superpesados debido a la escasez de recursos, aseguró que el prototipo siguiera produciéndose con sólo tres trabajadores. La torreta se parecía a la del Panzerkampfwagen VIII Maus, pero ya no se fabricaba. Con el fin de probarlo se instaló un motor del Panzerkampfwagen VI Tiger II. Este tanque iba a ser fabricado por los Adlerwerken. 
Originalmente desarrollado por la compañía Adler que diseñó el E-100 que pesaba alrededor de 100 toneladas. La torreta desarrollada por Krupp para el Maus también iba a ser utilizada en el E-100 y ahora daría cabida a un cañón de 15 cm. Sin embargo, como el diseño de Adler sólo preveía un cañón de 12,8 cm de alto rendimiento, el casco tuvo que ser ampliado para acomodar la nueva torreta. Debido a la torreta de 50 toneladas y al casco ampliado, el peso total aumentó a 140 toneladas. 

## Tecnología
En contraste con el Maus aún más pesado, el E-100 tenía un diseño convencional con un motor montado en la parte trasera. La armadura lateral y las cadenas se podían desacoplar para facilitar el transporte ferroviario. Debía utilizarse un cañón de 15,0 o 17,0 cm o, como alterna, el cañón de 12,8 cm del Jagdtiger . Sin embargo, la torreta del E-100 era demasiado pequeña para acomodar un cañón de 17 cm; En este caso, el vehículo debería haber sido diseñado en una construcción de casamata, es decir, sin una torre giratoria. También había espacio para varias ametralladoras. En mayo de 1945 solo se completó un chasis y las cadenas, faltó tiempo para la torreta. Después del final de la guerra, la unidad con suspensión Belleville-Washer se envió a Inglaterra para realizar pruebas. Se encontró que el motor de 700 cv del Königstigers solo permitía alcanzar en este tanque súper pesado en 20 km/h. Además, aparte de los puentes de vías férreas y autopistas, no existían puentes que pudieran llevarlo, lo que lo habría convertido, como el Panzer VIII, en una fortaleza móvil. Esto habría puesto en duda el valor táctico, ya que con el Tiger II se había alcanzado el máximo para un tanque pesado. 
El prototipo estaba propulsado por el conocido Maybach HL 230 . Los 700 cv no proporcionó el rendimiento esperado, por lo que había que buscar una alternativa más potente, pero escaseaba espacio en el estrecho compartimiento del motor. Por eso Maybach estaba trabajando en un motor de tanque sobrealimentado. El HL 232 debería ser capaz de alcanzar 1200 caballos de fuerza; el consumo de combustible debería haber sido de unos diez litros por kilómetro. Aproximadamente, con un depósito de 1200 litros, el tanque habría tenido un rango de conducción de alrededor de 120 kilómetros. Con el HL 232 no habría podido alcanzar más de 40 km/h en carretera. 

## Especificaciones técnicas
- Peso: 140 toneladas
- Motor: Maybach HL 230 P30 con 700 CV (prototipo), previsto: Maybach HL 232 con sobrealimentación y alrededor de 1200 CV
- Velocidad máxima: 20 km/h (40 km/h prevista)
- Ancho de cadena: 100 cm
- Presión sobre el suelo : 1,43 kg / cm²
- Altura libre al suelo: 57 cm
- Longitud total: 8,7 m
- Ancho total: 4,48 m
- Altura: 3,32 m
- Tripulación: 6 hombres
- Año de construcción: 1945
- Cantidad: 1 prototipo incompleto
- Cañón de 150mm

## Literatura
- George Forty: El arma del tanque alemán en la Segunda Guerra Mundial, Bechtermünz, ISBN 3-8289-5327-1, p. 144ff.
- Fritz Hahn: Armas y armas secretas del ejército alemán 1933-1945. Bernard y Graefe, Bonn 1998, ISBN 3-7637-5915-8, págs. 88 y siguientes.